# Кіселичник Василь Петрович
Кіселичник Василь Петрович (нар. 14 січня 1960, с. Станиля) — правознавець. Кандидат юридичних наук (1994). 1998 року здобув ступінь доктора права в УВУ. Закінчив Львівський університет (1987), де й працював 1988–95 і 2002–05; від 1995 — начальник кафедри конституційного і міжнародного права, водночас 1998—2002 — проректор з наукової роботи, 2005–09 — I проректор і проректор з міжнародних зв'язків, від 2009 — проректор із заочного та дистанційного навчання Львівського університету внутрішніх справ. Досліджує особливості поширення Магдебурзького права на українських землях, проблеми конституційного права України.

## Наукова біографія
Доктор юридичних наук, професор, доктор права Українського Вільного Університету (Мюнхен, 1998).
У 1987 році із відзнакою закінчив юридичний факультет ЛДУ ім. Івана Франка.
1988—1989 — асистент кафедри державного, адміністративного та фінансового права.
1989—1992 — аспірант кафедри теорії та історії держави і права ЛДУ ім. Івана Франка.
1992—1995 — асистент кафедри теорії та історії держави і права ЛДУ ім. Івана Франка.
У 1994 році захистив дисертацію на здобуття наукового ступеня кандидата юридичних наук (Міське самоврядування Львова: повноваження, організаційна структура та діяльність органів (друга половина XIX — початок XX століття)).
1995—2002 — начальник кафедри конституційного та міжнародного права, проректор з наукової роботи — Львівський інститут внутрішніх справ при НАВС України.
У 1998 році захистив докторську працю в Українському Вільному Університеті (м. Мюнхен — ФРН).
У 1999 році присвоєно вчене звання доцента кафедри конституційного та міжнародного права.
2003—2005 — доцент кафедри основ права України ЛНУ ім. Івана Франка.
2005—2016 — працював у вищих відомчих навчальних закладах системи МВС та Прокуратури України на керівних адміністративних посадах, посадах завідувача кафедри та професора кафедри.
У 2012 році захистив дисертацію на здобуття наукового ступеня доктора юридичних наук (Міське право Львова (друга половина XIII — початок XX століття)).
У 2015 році присвоєно вчене звання професора кафедри адміністративно-правових дисциплін.
З 2016 року по даний час — завідувач кафедри основ права України.

## Наукові інтереси
історія держави і права України, конституційне право України

## Курси
- Конституційне право (ЕКЮ)
- Право Європейського Союзу (ЕКЮ)
- Правознавство (ЕКЕ)
- Правознавство (ЕКН)
- Теорія права і держави (ЕКЮ)

## Публікації
Автор 85 наукових праць, найважливіші із них:
1. Міське право та самоврядування громади Львова (друга половина XIX — початок XX століття)  Монографія. — Львів: ЛьвДУВС, «Край», 2008. — 352 с.
2. Львівське міське право (друга половина XIII — початок XX ст.)  Монографія. — Львів: ЛьвДУВС, 2011. — 472 с.
3. Проблеми організації та діяльності місцевих органів виконавчої влади та органів місцевого самоврядування. — Робоча програма навчальної дисципліни Львів, 2013. — Львівський державний університет внутрішніх справ — 44 с.  (у співавторстві).
4. Право Європейського Союзу. — Навчально-методичний комплекс. — Київ, 2014. –  Національна академія прокуратури України. — 24 с.
5. Деякі проблеми становлення і розвитку місцевого самоврядування в контексті державотворчих процесів в Україні//Вісник Львівського інституту внутрішніх справ при НАВС України. — Львів. — 1996. — Вип. 4. — С. 43 — 47.
6. Про надання українським містам у XIV—XVII ст. Магдебурзького права // Право України. — 1996 р. — № 9. — С. 82 — 84.
7. Історія місцевого самоврядування — складова науки про місцеве самоврядування // Вісник Львівського ун-ту. — Серія юрид. — Вип. 38. — Львів, 2003. — С.160–167.
8. Львівське міське право: поняття, джерела, періодизація та зміст // Вісник Львівського. ун-ту. — Серія юрид. — Вип. 39. — Львів, 2004. — С.102–110.
9. Міське самоврядування // Історія Львова: У 3 т. /Редколегія Я. Ісаєвич, М. Литвин, Ф. Стеблій. — Львів.: Центр Європи. — 2007. — Т. 2 . — С. 175—189.
10. Стабільність Конституції України як проблема випробувального правового мислення // Сучасний конституціоналізм: досвід нових демократій. Матеріали першого засідання Українсько-польського клубу конституціоналістів. Грудень, 2006 / За ред. В. Шаповала, В.Скшидло, П. Стецюка. — Київ.-Львів: Юриспруденція, 2008. — С. 81–85.
11. Правове регулювання служби в органах міського самоврядування Львова (друга половина XIX — початок XX століття) // Вісник Харківського національного університету внутрішніх справ. Збірник наукових праць. — № 4 (51). — 2010. — Частина 1. –  С. 106—114.
12. Міське право Львова: від магдебургії до статутного права // Правова держава. — Випуск 21. — К.: Ін-т держави і права ім. В. М. Корецького НАН України, 2010. –  С.23 — 33.
13. Міське право як самоврядне право громади (на прикладі міста Львова) //Вісник Конституційного Суду України. — 2014. — № 6. — С.90 — 97.
14. Адміністративно-правові засади здійснення організаційного забезпечення діяльності судів загальної юрисдикції в Україні: (ретроспективний аналіз) // Вісник Харківського нац. ун-ту імені В. П. Каразіна. — 2015. — серія право. — № 1151. — С. 69 — 72.
15. Адміністративно-правовий статус юридичних осіб приватного права // Наукові записки інституту законодавства Верховної Ради України. — 2015. — № 3. — С. 31 — 37.
16. Новели у законодавстві України про адміністративну відповідальність за вчинення правопорушень, пов'язаних з корупцією//Науковий часопис Національної академії прокуратури України. (у співавторстві)– 2015. — № 1. — С. 93–100.
17. Адміністративно-правові засади діяльності керівника в умовах реформування системи управління // Бюлетень міністерства юстиції України. — 2015. — № 5 (травень). — С. 110—115.
18. Теоретичні та практичні питання щодо взаємодії центральних органів виконавчої влади зі спеціальним статусом з іншими суб'єктами публічної адміністрації // Митна справа. — 2015 . — № 2 (част.2, кн.1). — С. 180—185.
19. Центральне Антикорупційне Бюро Республіки Польща: передумови створення та адміністративно-правові основи діяльності // Науковий вісник Національної академії прокуратури України. — 2015. — № 2 (40). — С. 44–51.
20. Чи стала Конституція України 1996 року основою для модернізації держави і реформування суспільства? //Сучасний конституціоналізм: проблеми теорії та практики (до 20-ї річниці Конституції України);матеріали наукового семінару (24 червня 2016 р) упор. М. В. Ковалів. — Львів: ЛьвДУВС, 2016. — C.169 — 174.
21. Кіселичник В. П. Повноваження і діяльність органів міського самоврядування Львова відповідно до вимог Магдебурзького права (XIX—XXI ст.)./ В. Кіселичник // Проблеми державотворення і захисту прав людини в Україні: матеріали XXIII звітної науково-практичної конференції (7–8 лютого 2017 р.): у 2 ч. Ч. 1. — Львів: Юридичний факультет Львівського національного університету імені Івана Франка, 2017. — С. 65-69.
22. Кіселичник В. Правові питання участі України в міжнародній системі збереження прав громадян у сфері соціального забезпечення / Василь Кіселичник // Studia Bydgosko-Lwowskie. Prawo–Samorzad Terytorialny–Gospdarka. — Т. IV. — Bydgoszcz, 2018. — S. 119—128.
23. Кіселичник В. П. Принципи трудового права за проектом трудового кодексу України // В. П. Кіселичник // Актуальні проблеми вдосконалення чинного законодавства України: Зб. наук. статей. — Вип. 48. — Івано-Франківськ: Прикарпатський національний університет імені Василя Стефаника, 2018. — С. 206—210.
24. Кіселичник В. Самоврядування громади міста Львова у другій половині XIX — початку XX століття / В. Кіселичник // Проблеми державотворення і захисту прав людини в Україні: матер. XXV звіт. наук.-практ. конф. (7-8 лютого 2019 р.): у 2-х ч. — Ч. 1. — Львів, 2019. — С. 208—211.
25. Кіселичник В. Місцеве самоврядування в Україні як нова організація публічної влади на рівні об'єднаних територіальних громад / Василь Кіселичник // Децентралізація публічної влади в Україні: здобутки, проблеми та перспективи: матер. всеукр. наук.-практ. конф. за міжнародною участю (15 березня 2019 р., м. Львів) / за наук. ред. проф. П. Гураля, проф. О. Сушинського. — Львів: ЛРІДУ НАДУ, 2019. — С. 78–81.